# Riverton (Iowa)
Riverton és una població dels Estats Units a l'estat d'Iowa. Segons el cens del 2000 tenia 304 habitants.

## Demografia
Segons el cens del 2000, Riverton tenia 304 habitants, 125 habitatges, i 76 famílies. La densitat de població era de 195,6 habitants/km².
Dels 125 habitatges en un 26,4% hi vivien nens de menys de 18 anys, en un 49,6% hi vivien parelles casades, en un 7,2% dones solteres, i en un 38,4% no eren unitats familiars. En el 33,6% dels habitatges hi vivien persones soles el 14,4% de les quals corresponia a persones de 65 anys o més que vivien soles. El nombre mitjà de persones vivint en cada habitatge era de 2,43 i el nombre mitjà de persones que vivien en cada família era de 3,13.
Per edats la població es repartia de la següent manera: un 27% tenia menys de 18 anys, un 8,9% entre 18 i 24, un 24,7% entre 25 i 44, un 22,7% de 45 a 60 i un 16,8% 65 anys o més.
L'edat mediana era de 38 anys. Per cada 100 dones de 18 o més anys hi havia 105,6 homes.
La renda mediana per habitatge era de 27.500 $ i la renda mediana per família de 46.250 $. Els homes tenien una renda mediana de 28.000 $ mentre que les dones 21.250 $. La renda per capita de la població era de 12.854 $. Entorn de l'11% de les famílies i el 16,5% de la població estaven per davall del llindar de pobresa.

## Poblacions més properes
El següent diagrama mostra les poblacions més properes.